# 天潢四
天潢四，即御夫座σ（σ Aur, σ Aurigae）是一颗位于御夫座的恒星，距离地球约514光年。
天潢四是一颗黄色K-型巨星，视星等为+5.02。